# Trichosanthes lepiniana
Trichosanthes lepiniana là một loài thực vật có hoa trong họ Cucurbitaceae. Loài này được (Naudin) Cogn. miêu tả khoa học đầu tiên năm 1881.